# Vel (přítok Pečory)
Vel (rusky Вель) je řeka v Komiské republice v Rusku. Je dlouhá 173 km. Povodí řeky je 4110 km². Je známá také pod jménem Velju (rusky Велью).

## Průběh toku
Pramení na Ajjuvipské vysočině a teče bažinatou tajgou. Je velmi členitá. Ústí zleva do Pečory.

### Přítoky
- zprava – Velký Těbuk, Nibel

## Vodní režim
Zdrojem vody jsou převážně sněhové srážky.

## Využití
Řeka je splavná.